# Formiga
Formiga (* 3. března 1978 Salvador jako Miraildes Maciel Mota) je brazilská fotbalistka. Od roku 2017 hraje v záloze za francouzský klub Paris Saint-Germain Féminine.
Fotbal hraje od dvanácti let, jejím vzorem byl Dunga. Pro svoji pracovitost a obětavost získala přezdívku Formiga (portugalsky mravenec). Začínala v São Paulo FC, pak působila ve švédském Malmö a v severoamerické soutěži Women's Professional Soccer. V letech 2011 až 2017 hrála za São José EC, s nímž třikrát vyhrála Copa Libertadores Femenina (2011, 2013 a 2014) a jednou mistrovství světa ve fotbale klubů žen (2014).
Za brazilskou ženskou fotbalovou reprezentaci odehrála od roku 1995 180 zápasů a vstřelila 23 branek. Startovala na šesti olympijských hrách a získala stříbrnou medaili v letech 2004 a 2008. Jako první člověk v historii se zúčastnila sedmi mistrovství světa ve fotbale, v roce 1999 obsadila třetí místo a v roce 2007 druhé místo. Na mistrovství světa ve fotbale žen 2019 se v jednačtyřiceti letech stala nejstarší účastnicí historie. Třikrát vyhrála Panamerické hry (2003, 2007 a 2015), v roce 2011 byla druhá.
V roce 2016 získala cenu Bola da Prata pro nejlepší brazilskou fotbalistku.